# Championnat d'Aruba de football 2013-2014
Navigation
Saison précédente Saison suivante
La saison 2013-2014 du Championnat d'Aruba de football est la vingt-huitième édition de la Division di Honor, le championnat de première division à Aruba. Les dix meilleures équipes de l'île sont regroupées au sein d’une poule unique où elles s’affrontent au cours de plusieurs phases, avec des qualifications successives, jusqu'à la finale nationale. En fin de saison, le dernier du classement est relégué tandis que les 8e et 9e doivent prendre part à une poule de promotion-relégation.
C'est le SV Britannia qui est sacré cette saison après avoir battu le SV Racing Club Aruba en finale, à l'issue de la séance des tirs au but, après le match d'appui. Il s’agit du quatrième titre de champion d'Aruba de l’histoire du club.

## Les clubs participants
- SV Racing Club Aruba
- SV Britannia
- SV Dakota
- SV Deportivo Nacional
- SV Bubali
- SV Caiquetio
- River Plate Aruba
- SV Estrella
- SV La Fama
- SV Independiente Caravel - Promu de Division Uno

## Compétition
Le barème utilisé pour établir le classement est le suivant :
- Victoire : 3 points
- Match nul : 1 point
- Défaite : 0 point

### Saison régulière
| Rang | Équipe                    | Pts | J  | G  | N | P  | Bp | Bc | Diff |
| ---- | ------------------------- | --- | -- | -- | - | -- | -- | -- | ---- |
| 1    | SV Britannia              | 40  | 18 | 12 | 4 | 2  | 46 | 21 | +25  |
| 2    | SV Racing Club Aruba      | 38  | 18 | 11 | 5 | 2  | 68 | 17 | +51  |
| 3    | SV EstrellaC              | 34  | 18 | 10 | 4 | 4  | 45 | 21 | +24  |
| 4    | SV Deportivo Nacional     | 33  | 18 | 10 | 3 | 5  | 39 | 17 | +22  |
| 5    | SV Dakota                 | 30  | 18 | 9  | 3 | 6  | 43 | 22 | +21  |
| 6    | SV La FamaT               | 24  | 18 | 7  | 3 | 8  | 32 | 38 | -6   |
| 7    | River Plate Aruba         | 23  | 18 | 6  | 5 | 7  | 41 | 35 | +6   |
| 8    | SV Bubali                 | 22  | 18 | 6  | 4 | 8  | 15 | 18 | -3   |
| 9    | SV Caiquetio              | 7   | 18 | 1  | 4 | 13 | 9  | 59 | -50  |
| 10   | SV Independiente CaravelP | 1   | 18 | 0  | 1 | 17 | 7  | 97 | -90  |

|  | Qualification pour le Calle 4                                                   |
|  | Participation à la poule de promotion-relégation                                |
|  | Relégation en Division Uno                                                      |
|  | T : Tenant du titre C : Vainqueur de la Coupe d'Aruba P : Promu de Division Uno |

- Le SV Dakota prend la place du SV Deportivo Nacional à la suite d'une longue procédure d'appel, déposé auprès de la fédération

### Calle 4
| Rang | Équipe               | Pts | J | G | N | P | Bp | Bc | Diff |  | Résultats (▼ dom., ► ext.) | Bri | Rac | Est | Dak |
| ---- | -------------------- | --- | - | - | - | - | -- | -- | ---- |  | -------------------------- | --- | --- | --- | --- |
| 1    | SV Britannia         | 12  | 6 | 3 | 3 | 0 | 10 | 5  | +5   |  | SV Britannia               |     | 0-0 | 4-2 | 2-0 |
| 2    | SV Racing Club Aruba | 10  | 6 | 3 | 1 | 2 | 11 | 6  | +5   |  | SV Racing Club Aruba       | 0-1 |     | 1-2 | 2-1 |
| 3    | SV EstrellaC         | 10  | 6 | 3 | 1 | 2 | 9  | 12 | -3   |  | SV EstrellaC               | 1-1 | 1-5 |     | 2-1 |
| 4    | SV Dakota            | 1   | 6 | 0 | 1 | 5 | 5  | 12 | -7   |  | SV Dakota                  | 2-2 | 1-3 | 0-1 |     |

|  | Qualification pour la finale nationale |
|  | C : Vainqueur de la Coupe d'Aruba      |

### Finale nationale
| Équipe 1             | Résultat      | Équipe 2     | Aller | Retour | Appui |
| -------------------- | ------------- | ------------ | ----- | ------ | ----- |
| SV Racing Club Aruba | 4 - 4 3-4 tab | SV Britannia | 1 - 2 | 2 - 1  | 1 - 1 |

### Poule de promotion-relégation
Les 8e et 9e de Division di Honor affrontent les 2e et 3e de Division Uno en barrage pour attribuer les deux dernières places en première division la saison prochaine. Chaque club rencontre deux fois tous ses adversaires. Le FC San Nicolas, pensionnaire de deuxième division, parvient à décrocher son billet pour l'élite, aux dépens du SV Caiquetio, qui est lui relégué.

## Bilan de la saison
| Championnat d'Aruba de football 2013-2014 |                          |
| Champion                                  | SV Britannia (4e titre)  |
| Coupes et trophées                        |                          |
| Vainqueur de la Coupe d'Aruba 2013-2014   | SV Estrella              |
| Qualifications continentales              |                          |
| CFU Club Championship 2015                | Aucun                    |
| Promotions et relégations                 |                          |
| Promus en Division di Honor               | SV Brazil Juniors        |
| Promus en Division di Honor               | FC San Nicolas           |
| Relégués en Division Uno                  | SV Independiente Caravel |
| Relégués en Division Uno                  | SV Caiquetio             |